# آماندا کارراس
آماندا کارراس (انگلیسی: Amanda Carreras؛ زاده ۱۶ مهٔ ۱۹۹۰) یک تنیس‌باز اهل بریتانیا است.